# Piedmont Triad International Airport
Piedmont Triad International Airport is een luchthaven ten westen van Greensboro in de Amerikaanse staat North Carolina. Ze bedient het gebied rond de steden Greensboro, Winston-Salem en High Point dat de Piedmont Triad wordt genoemd. De luchthaven is bereikbaar via de Interstate 40.
De luchthaven wordt gebruikt voor binnenlandse vluchten. Er zijn dagelijks meerdere shuttle-vluchten naar Charlotte en Atlanta met aansluiting op het internationaal vliegverkeer.
De luchthaven heeft twee parallelle landingsbanen, met de terminalgebouwen ertussenin, en een derde kortere baan die loodrecht op de twee andere is aangelegd. De Honda Aircraft Company, die de Honda HA-420 HondaJet bouwt, heeft er haar hoofdzetel. De luchthaven is tevens een regionale hub van FedEx.

## Geschiedenis
In 1927 werd het vliegveld met een grasbaan in gebruik genomen onder de naam Lindley Field. De eerste passagier vloog van het vliegveld in juli van dat jaar. In 1935 werd het door de Amerikaanse overheid gesloten vanwege twee bijna-ongevallen. Het heropende in 1937 met twee verharde landingsbanen van 830 meter. In de Tweede Wereldoorlog werd het door het United States Army Air Corps gebruikt.
In de jaren 1950 werd de luchthaven uitgebreid, de landingsbanen verlengd en een nieuw terminalgebouw geopend. In 1982 werd een volgende nieuwe terminal geopend. FedEx opende in 2009 haar mid-Atlantic Hub op de luchthaven en in 2010 werd de tweede parallelle landingsbaan van 3.000 meter lengte in gebruik genomen, zodat er voortaan tegelijk vliegtuigen konden landen en opstijgen.